# On the Atchison, Topeka and the Santa Fe
On the Atchison, Topeka and the Santa Fe is een populair lied uit 1944 geschreven door Harry Warren (muziek) en Johnny Mercer (tekst). De titel verwijst naar de Atchison, Topeka and Santa Fe Railway. Het nummer werd geschreven voor de film The Harvey Girls, uitgebracht begin 1946. Judy Garland zingt het in de film. Het nummer won de Oscar voor beste originele nummer van 1946.
In 1945 verschenen verschillende versies van het nummer op plaat. Die van Johnny Mercer zelf met de Pied Pipers en het orkest van Paul Weston, op Capitol Records, was het meest succesvol en bezette van juli tot september de eerste plaats in Billboards bestsellerlijst. Maar ook de versies van Bing Crosby (Decca), Tommy Dorsey en zijn orkest, met zang van The Sentimentalists (Victor) en Judy Garland met the Merry Macs en het orkest van Lyn Murray (Decca) bereikten de hitlijst. Andere versies uit 1945 kwamen van Tommy Tucker (Columbia), Kate Smith (Columbia) en Louis Prima (Majestic).
Billboard plaatste de song op nummer 4 in haar lijst van tophits voor 1945.